# District d'az-Zabadan
Le district d'al-Zabadani (en arabe : منطقة الزبداني, manṭiqat al-Zabadani) est l'un des dix districts du gouvernorat de Rif Dimachq, situé dans le sud de la Syrie ; son centre administratif est la ville d'al-Zabadani. D'après le Bureau central des statistiques syrien, sa population était de 63 780 habitants en 2004.

## Sous-districts
Le district d'al-Zabadani est divisé en trois sous-districts (ou nahiés).
| Nom         | Surface (km²) | Population en 2004 | Code     |
| ----------- | ------------- | ------------------ | -------- |
| al-Zabadani | 178,67        | 40 613             | SY030700 |
| Madaya      | 93,37         | 13 692             | SY030701 |
| Serghaya    | 121,37        | 9 475              | SY030702 |

## Localités
| Nom              | Nom en arabe  | Population | Sous-district |
| ---------------- | ------------- | ---------- | ------------- |
| al-Zabadani      | الزبداني      | 26 285     | al-Zabadani   |
| Madaya           | مضايا         | 9 371      | Madaya        |
| Serghaya         | سرغايا        | 7 501      | Serghaya      |
| al-Rawdah        | الروضة        | 4 536      | al-Zabadani   |
| Souq Wadi Barada | سوق وادي بردى | 3 678      | al-Zabadani   |
| Bloudan          | بلودان        | 3 101      | al-Zabadani   |
| Hurayra          | هريرة         | 2 455      | Madaya        |
| Ain Hawr         | عين حور       | 1 974      | Serghaya      |
| Baqin            | بقين          | 1 866      | Madaya        |
| Kafr al-Awamid   | كفر العواميد  | 1 588      | al-Zabadani   |
| Barheliya        | برهليا        | 821        | al-Zabadani   |
| Hosh Bajed       | حوش بجد       | 604        | al-Zabadani   |